# Faustino Oro
Faustino Oro (Buenos Aires, 14 oktober 2013) is een Argentijns schaakwonderkind. In juni 2024, toen hij 10 jaar, 8 maanden en 16 dagen oud was, werd hij internationaal meester schaken.

## Schaakcarrière
Toen Oro negen jaar oud was (in 2023) behaalde hij een schaakrating van 2300, waarmee hij destijds de jongste schaakspeler werd die dat bereikte. In mei 2024 versloeg Oro wereldkampioen schaken Magnus Carlsen in het Bullet Brawl toernooi van Chess.com. In januari 2025 was hij één van de 28 deelnemers van het Tata Steel-toernooi 2025.